# Massimo ascolto
Massimo ascolto è stato un programma televisivo italiano trasmesso in seconda serata su Rai 2 dal 19 ottobre al 28 dicembre 1994, con la conduzione di Massimo Lopez.

## Il programma
La trasmissione - in onda il mercoledì sera alle ore 22:30 - consisteva in un varietà costruito attorno alla figura dell'attore Massimo Lopez, alla sua prima prova da solista fuori da Il Trio (scioltosi pochi mesi prima).
L'attore si esibiva su una pedana che ricalcava la forma dell'Italia, mettendo in discussione e scherzando sull'Auditel, con a disposizione un termometro (che compariva sullo schermo) per "registrare" il presunto gradimento degli argomenti trattati. Il tutto si svolgeva inoltre con una continua interlocuzione tra il conduttore e una voce fuori campo di vari personaggi dello spettacolo, diversi in ciascuna puntata (da Giancarlo Magalli a Marisa Laurito, da Renzo Arbore a Pippo Baudo). 
Il programma andava in onda dallo studio 4 della Dear a Roma.